# جيمس ميلر ويليامز

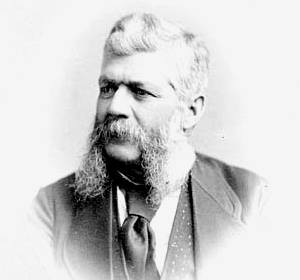
جيمس ميلر ويليامز
المصدر: مكتبة وأرشيف كندا

جيمس ميلر ويليامز (بالإنجليزية: James Miller Williams)‏ عالم ومستكشف ومنقب ورجل أعمال في مجال صناعة النفط ولد في كامدن  في ولاية نيوجيرسي الأمريكية سنة 1918م، أنهي دراسته التمهيدية ثم نزح مع أسرته إلى منطقة لندن الكندية سنة 1940م، حيث بداء أولى أعماله بتصنيع عربات الخيل وإطاراتها المعدنية ثم ارتحل مرة أخرى إلى مقاطعة هاملتون واضحى خلال فترة وجيزة من كبار مصنعي العرابات ومحركات القاطرات الخاصة بسكك الحديد، وفي سنة 1858م اجتاحت تلك المناطق موجة جفاف حارة طبيعية نضبت الأنهار جرائها فحاول حفر بئر ماء هناك وإذ بالكحيل يتدفق على عمق 16 متر، وفي سنة 1860م أسس شركة النفط الكندية التي تخصصت بأعمال البحث والتنقيب والاستخراج والتكرير، وقد استطاع أن يفضي إلى كميات كبيرة تجارية مربحة من القطران وخلال عقد ونصف من الزمن أصبح يمتلك أو مساهم بمجموعة كبيرة من الشركات المتخصصة بصناعة سكك الحديد وعرباتها والقطرات والمقطورات ومصانع القصدير والنحاس الفولاذ بالإضافة إلى شركات خدمة التأمين العام والخاص في حين انه تميز بالخدمات البترولية ومشتقاتها وأضحى رائدا من روادها، حيث منح في المملكة المتحدة بحفل تكريم كبير لقب عرب النفط والأب الروحي لصناعة القطران الكندي، كم نال لاحقا ميدالية احسن نفط مكرر في أمريكا الشمالية، ثم دخل مجال السياسة وانتخب عضوا في المجلس التشريعي لولاية أونتاريو ممثلا عن مقاطعة هاملتون من سنة 1867م إلى 1879م، حيث عين بمنصب الموثق العام "المسجل الرسمي Wentworth مقاطعة وينتورث، حتى وافته المنية في هاملتون سنة 1890.
وفي سنة 2008 أصدرت الحكومة الكندية طابعا رسميا يحمل صورته كأول مستخرج للنفط بكميات مجدية تجاريا في جميع أنحاء كندا، وتعتبر رمزية هذا الخطوة هي تكريما لمجهوداته العملية والعلمية في مجال الطاقة البترولية.

## روابط خارجية
- Biography at the Dictionary of Canadian Biography Online
- Member's parliamentary history for the Legislative Assembly of Ontario
- Oil Museum of Canada - James Miller Williams Black Gold profile